# Hermann Harrassowitz
Hermann Ludwig Friedrich Harrassowitz (ur. 19 października 1885 w Cottbus, zm. 18 kwietnia 1956 w Bad Ems) – niemiecki paleontolog, geolog. 

## Życiorys
W latach 1904-1908 studiował we Fryburgu Bryzgowijskim, doktorat uzyskał w 1908 pod kierunkiem Wilhelma Deeckego. W latach 1906-1908 był asystentem w Instytucie Geologicznym we Fryburgu, następnie w Instytucie Mineralogicznym Uniwersytetu w Gießen. W 1910 uzyskał tytuł profesora geologii i paleontologii w Gießen, a w 1915 został profesorem nadzwyczajnym. W latach 1917–1918 był geologiem wojskowym we Flandrii i Rosji. W 1920 ponownie był profesorem geologii i paleontologii na uniwersytecie w Gießen. W 1934 został nielegalnie przeniesiony na emeryturę przez władze III Rzeszy. W 1947 został mianowany wykładowcą ponownie na Uniwersytecie w Gießen, a w 1952  otrzymał status emerytowanego profesora za swoją pracę od zakończenia wojny. Harrassowitz opisał między innymi gatunek wymarłch żółwi – Allaeochelys crassesculpta. Nazwisko Harrassowitza zostało upamiętnione w nazwie gatunku ślimaka z rodziny Fissurellidae – Diodora harrassowitzi Iheringer, 1927.